# Vysoké žebro

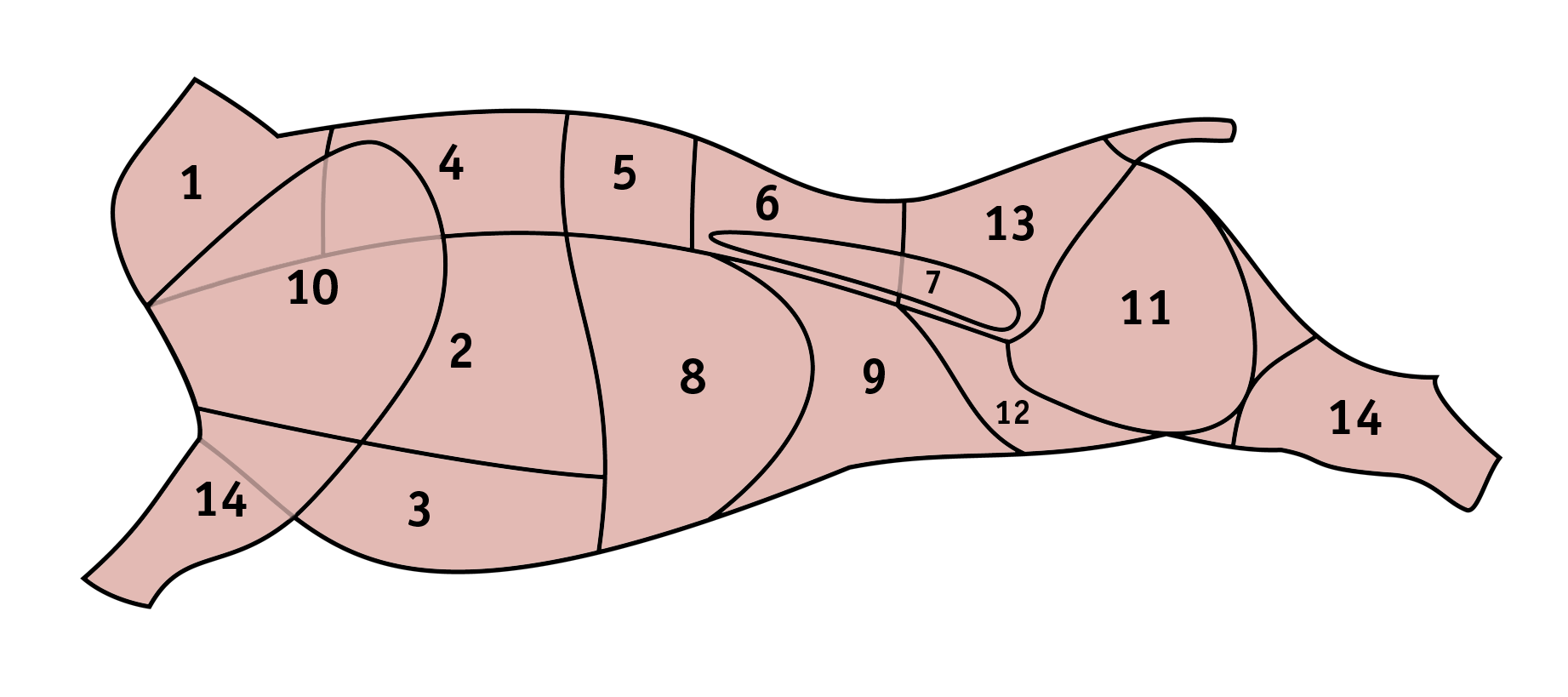
Schematické znázornění dílů hovězího masa - žebro je pod číslem 2

Vysoké žebro je část přední čtvrtě jatečně opracované půlky jatečného skotu, jedná se o střední část žeber. Z hlediska kuchyňské úpravy masa patří mezi přední maso s kostmi, vhodné pro dušení a vaření.
Kostní podklad tvoří střední části 6. až 8. žebra, svalovinu pak hlavně pilovitý sval (m. serratus ventralis thoracis) a šikmý vnější břišní sval (m. obliquus externus abdominis), dále mezižeberní svaly, široký sval zádový a bránice.